# Al Smith (baloncestista)
Alan Richard "Al" Smith (Peoria, Illinois, 15 de enero de 1947-19 de diciembre de 2022) fue un jugador de baloncesto estadounidense que disputó cinco temporadas en la ABA. Con 1,85 metros de estatura, jugaba en la posición de Base.

## Trayectoria deportiva

### Universidad
Jugó durante tres temporadas con los Braves de la Universidad Bradley, interrumpidas por el servicio militar, anotando en total 1.408 puntos, la sexta mejor marca de la historia de la universidad. Fue elegido en el segundo mejor quinteto de la Missouri Valley Conference en 1968, y en el mejor en 1971, tras promediar 18,9 puntos por partido.

### Profesional
Fue eegido en el puesto 180 del Draft de la NBA de 1971 por Chicago Bulls, y también por los Denver Rockets en el puesto 36 del draft de la ABA, fichando por estos últimos. Allí jugó tres temporadas, las dos últimas como titular, siendo la más destacada la 73-74, en la que promedió 10,9 puntos y 8,1 asistencias por partido, liderando este último apartado en la liga, convirtiéndose en el mejor pasador de la temporada.
A pesar de ello, al año siguiente fue traspasado a los Utah Stars a cambio de una futura elección en el draft y dinero. En su segunda temporada en el equipo sólo disputó 16 partidos, ya que la franquicia quebró y se retiraron de la competición. Una persistente lesión de rodilla hizo que se retirara definitivamente.

## Estadísticas de su carrera en la ABA

### Temporada regular
| Temporada | Edad | Equipo         | Liga | Pos. | P   | TIT | MIN  | TC  | TCA  | %TC  | 3P  | 3PA | %3P  | 2P  | 2PA | %2P  | TL  | TLA | %TL  | R.OF. | R.DEF. | REB | ASIS | ROB | TAP | PER | FP  | PTS  |
| 1971-72   | 25   | Denver Rockets | ABA  | SF   | 83  |     | 21.3 | 3.5 | 8.1  | .433 | 0.4 | 1.3 | .299 | 3.1 | 6.8 | .456 | 1.8 | 2.5 | .725 | 1.0   | 1.7    | 2.7 | 3.0  |     |     | 2.0 | 2.9 | 9.3  |
| 1972-73   | 26   | Denver Rockets | ABA  | PG   | 83  |     | 28.2 | 3.8 | 9.2  | .411 | 0.2 | 1.1 | .189 | 3.6 | 8.2 | .440 | 3.3 | 4.2 | .773 | 0.8   | 1.8    | 2.6 | 5.7  |     |     | 3.1 | 3.6 | 11.1 |
| 1973-74   | 27   | Denver Rockets | ABA  | PG   | 76  |     | 32.0 | 4.1 | 10.3 | .399 | 0.3 | 0.9 | .306 | 3.8 | 9.3 | .409 | 2.5 | 3.2 | .773 | 0.7   | 2.4    | 3.2 | 8.1  | 1.3 | 0.1 | 3.6 | 3.4 | 10.9 |
| 1974-75   | 28   | Utah Stars     | ABA  | PG   | 80  |     | 25.5 | 2.8 | 7.3  | .387 | 0.4 | 1.2 | .362 | 2.4 | 6.1 | .391 | 2.0 | 2.4 | .813 | 0.5   | 1.4    | 1.8 | 4.7  | 0.7 | 0.0 | 2.5 | 2.9 | 8.0  |
| 1975-76   | 29   | Utah Stars     | ABA  | PG   | 15  |     | 26.1 | 2.8 | 7.0  | .400 | 0.4 | 1.1 | .353 | 2.4 | 5.9 | .409 | 3.2 | 3.9 | .814 | 0.9   | 1.6    | 2.5 | 4.9  | 0.7 | 0.1 | 1.9 | 3.0 | 9.2  |
| Total     |      |                | ABA  |      | 337 |     | 26.6 | 3.5 | 8.6  | .407 | 0.3 | 1.1 | .292 | 3.2 | 7.5 | .425 | 2.4 | 3.1 | .773 | 0.8   | 1.8    | 2.6 | 5.3  | 1.0 | 0.1 | 2.8 | 3.2 | 9.8  |

### Playoffs
| Temporada | Edad | Equipo         | Liga | Pos. | P  | TIT | MIN  | TC  | TCA  | %TC  | 3P  | 3PA | %3P  | 2P  | 2PA  | %2P  | TL  | TLA | %TL  | R.OF. | R.DEF. | REB | ASIS | ROB | TAP | PER | FP  | PTS  |
| 1971-72   | 25   | Denver Rockets | ABA  | SF   | 7  |     | 14.1 | 1.7 | 3.9  | .444 | 0.3 | 0.4 | .667 | 1.4 | 3.4  | .417 | 0.6 | 0.7 | .800 |       |        | 2.6 | 1.0  |     |     | 1.0 | 2.0 | 4.3  |
| 1972-73   | 26   | Denver Rockets | ABA  | PG   | 5  |     | 37.0 | 3.0 | 10.8 | .278 | 0.0 | 0.4 | .000 | 3.0 | 10.4 | .288 | 3.6 | 4.0 | .900 | 2.0   | 3.0    | 5.0 | 5.2  |     |     | 3.6 | 3.4 | 9.6  |
| 1974-75   | 28   | Utah Stars     | ABA  | PG   | 6  |     | 27.5 | 5.3 | 12.2 | .438 | 0.5 | 1.8 | .273 | 4.8 | 10.3 | .468 | 2.8 | 3.3 | .850 | 0.3   | 1.7    | 2.0 | 5.8  | 0.3 | 0.0 | 3.7 | 4.0 | 14.0 |
| Total     |      |                | ABA  |      | 18 |     | 24.9 | 3.3 | 8.6  | .383 | 0.3 | 0.9 | .313 | 3.0 | 7.7  | .391 | 2.2 | 2.5 | .867 | 1.1   | 2.3    | 3.1 | 3.8  | 0.3 | 0.0 | 2.6 | 3.1 | 9.0  |